# Аманішахете
Аманішахете (Аманішахето) (бл. 42 до н. е. — бл. 1) — цариця (кандаке) Куша в 10 до н. е. — 1 роках.

## Життєпис
Походження достеменно не з'ясовано: була донькою якогось Ар…шавіта, який був, можливо, молодшим сином Акракамані. За іншою версією Анамішахете була донькою цариці Аманірени.
Посіла трон близько 10 року до н. е. Її ім'я згадано в храмі Амона з Кави, на стелах з Мерое, Падеме і Нага, на стіні храму в Вад бан-Нака. Продовжила традицію Аманірени, прийнявши титул цар і цариця Куша.
Під час її панування Куш стрімко відновлює, відбувається розбудова міст, храмів. На це вказує її велика діяльність у Каві, Вад-бан Нака та скарби цариці, знайдені в її піраміді. Її стела з Мерое, хоч і ледве розбірлива, здається, повідомляє про будівельні роботи.
Померла близько 1 року н. е. Поховано в піраміді № 6 у Мерое. Спадкувала владу Навідемак.

### Поховання
У 1821 році її піраміду намалював Фредерік Кайо. Тоді вона була близько 28 метрів заввишки з 64 сходинками, бракувало лише частини вершини. Загальна площа становила 3700 м². На першому поверсі було понад 60 кімнат.
Піраміда цариці Аманішахете уникла розграбування до 1834 року, коли італійський військовий лікар і шукач пригод Джузеппе Ферліні практично зрівняв її з землею, намагаючись дістатися до скарбниці. Речі з гробниці, які вдалося дістати Джузеппе Ферліні, в наші дні зберігаються в Єгипетському музеї Берліна і Єгипетському музеї Мюнхена. У її скарбі було 62 перстневих кільця, 57 із них — із золота. Зображення на обличчі печатки представляють так зване божественне народження.

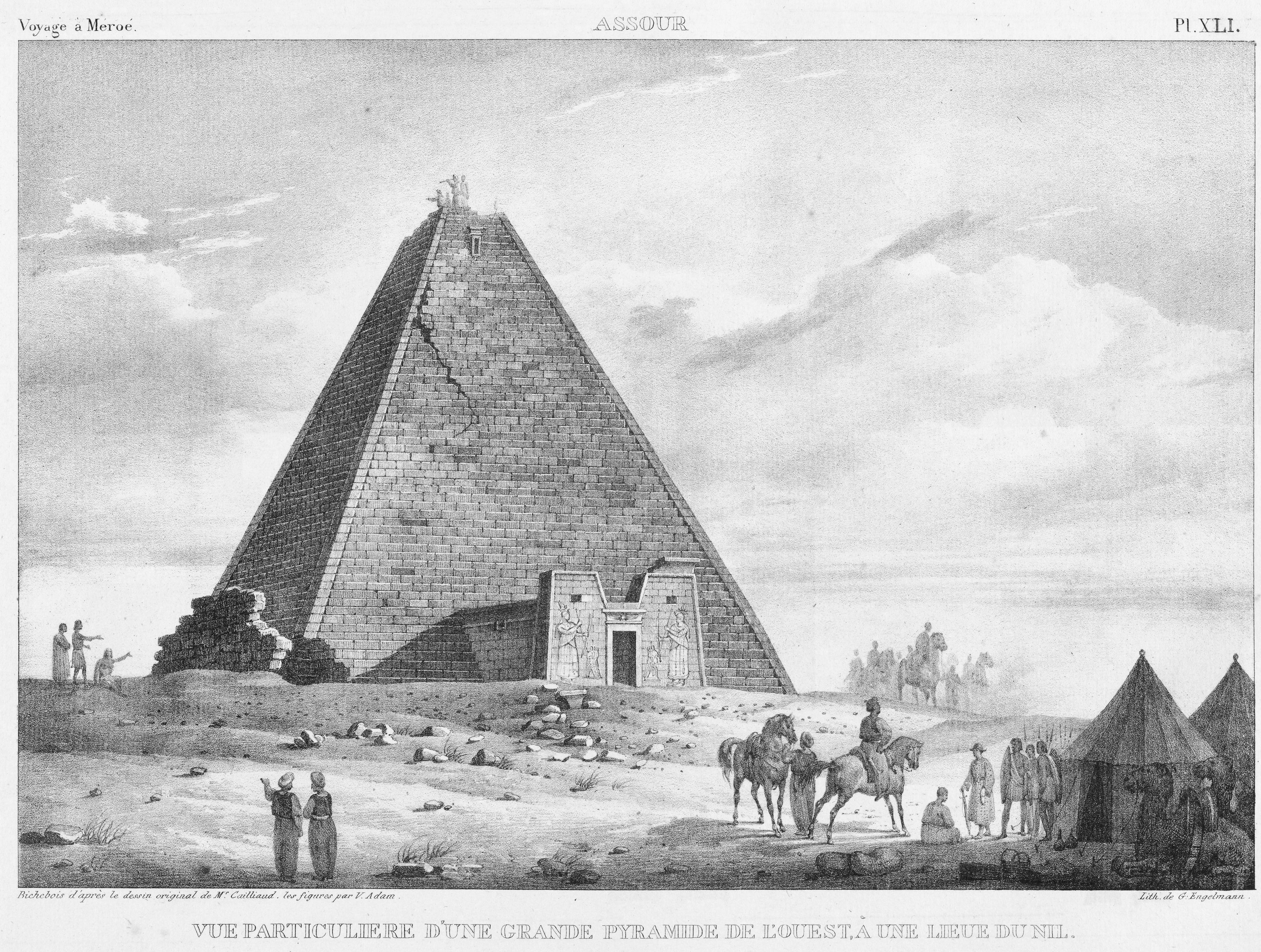
Піраміда Аманішахете в 1821 році
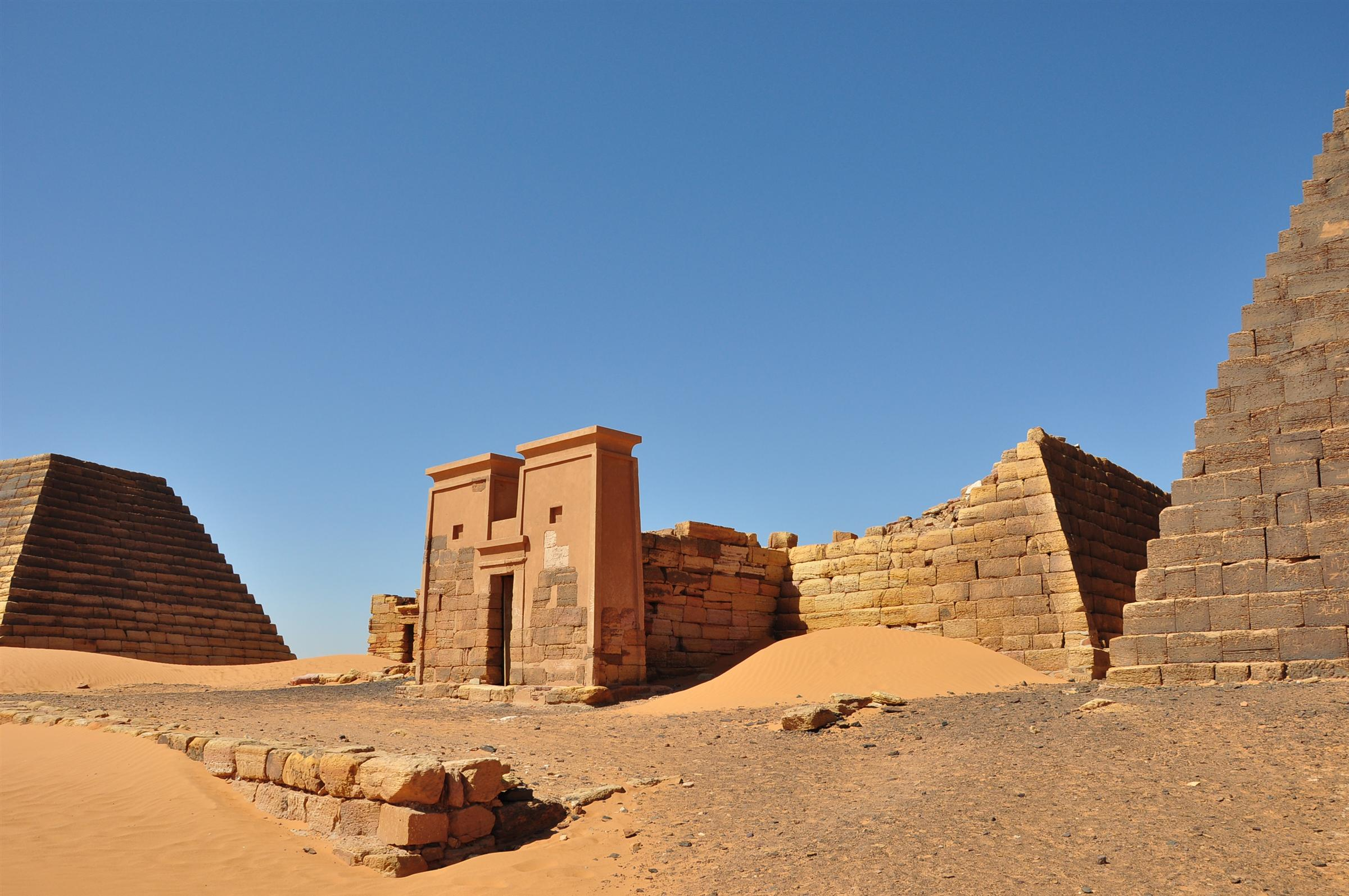
Сучасний вигляд піраміди Аманішахете
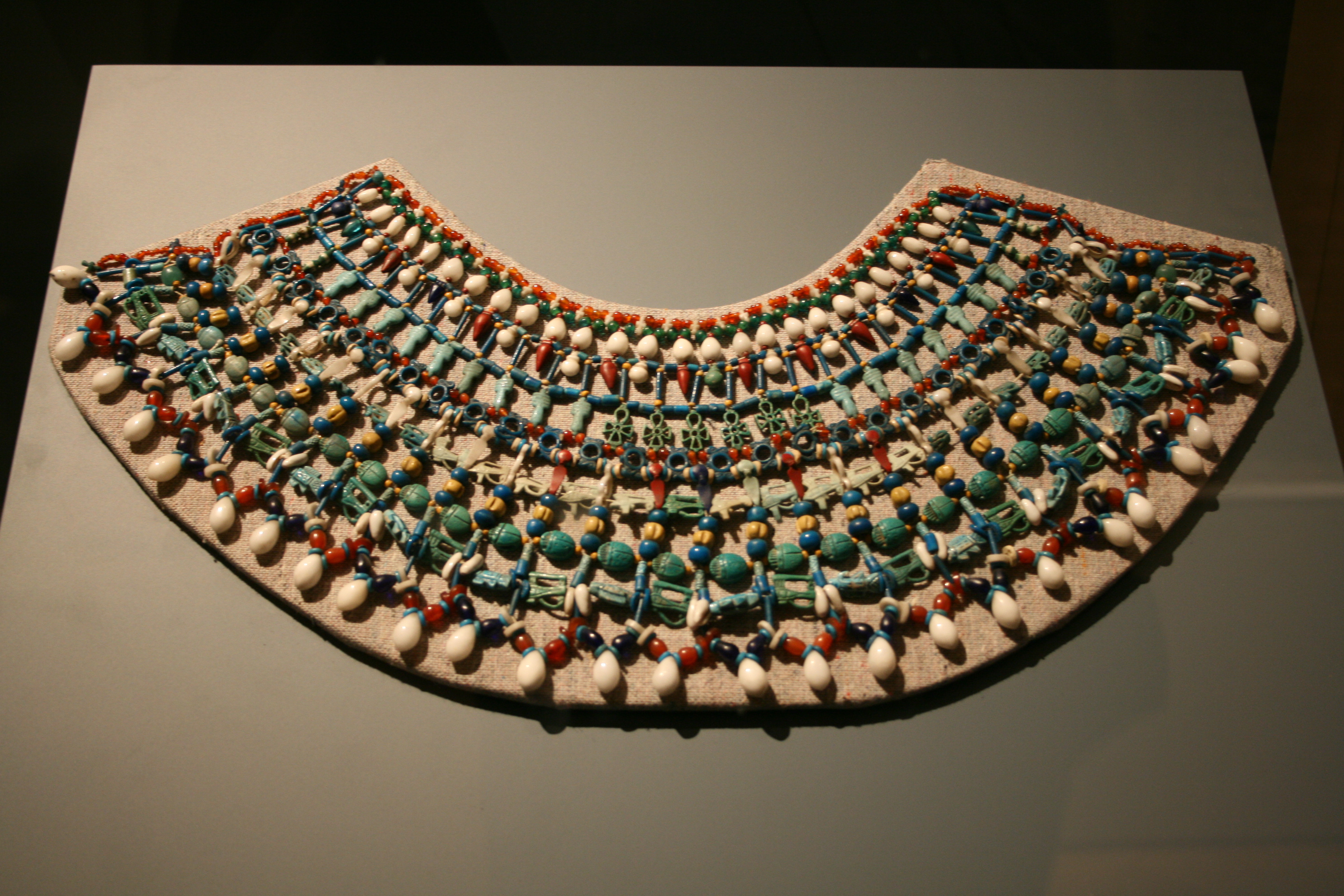
Усех Аманішахете
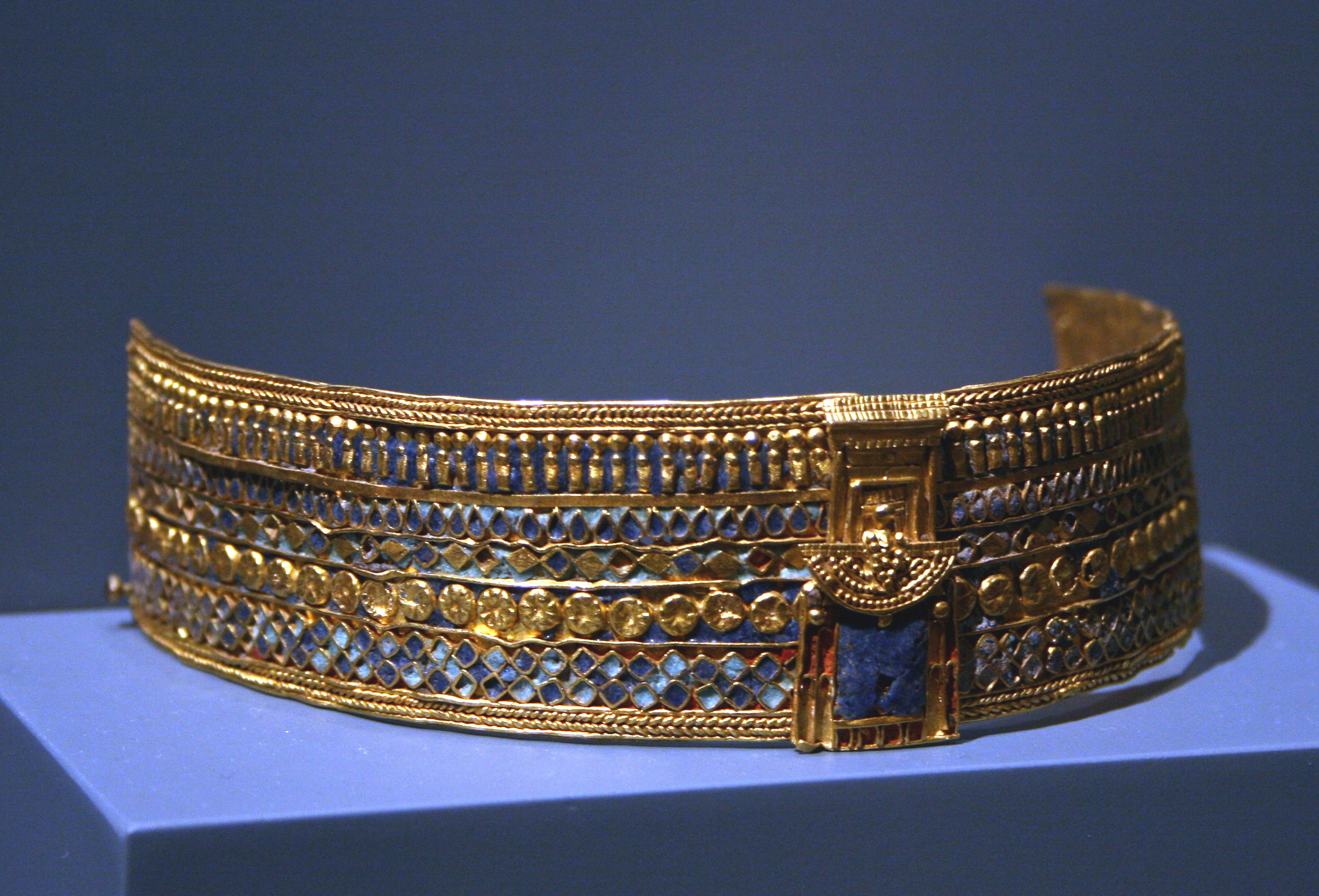
Браслет Аманішахете